# Balázs Imre (humorista)
Balázs Imre (Székelyudvarhely, 1926. február 25. – Székelyudvarhely, 2003. szeptember 24.) magyar humorista.

## Életútja
Felesége Pálffy Karolina (1927–) Gyermekei Éva, színésznő (1950–) és Piroska (1956–). Román-magyar tanári szakot végzett a marosvásárhelyi Pedagógiai Főiskolán 1973-ban. Gyári tisztviselő volt szülővárosában. Első karcolatát az Igaz Szó közölte (1964). A Megtalált világ (Marosvásárhely, 1968) c. antológiában szerepelt. Humoreszkjei a marosvásárhelyi Igaz Szó című irodalmi lapban, a Vörös Zászló című újságban, a csíkszeredai Hargita hasábjain jelentek meg. 
Bocsánatot kérek című gyűjteménye, saját illusztrációival, haláláig kéziratban maradt. 2010-ben a kolozsvári Komp-Press Kiadó jelentette meg, a szerző unokaöccsének, Balázs Imre Józsefnek a szerkesztésében és utószavával.

## Művei
- Bocsánatot kérek! Karcolatok, humoreszkek; ill. a szerző, szerk., utószó Balázs Imre József; Komp-Press, Kolozsvár, 2010

## Külső hivatkozások
- A Bocsánatot kérek c. könyv leírása a kiadó honlapján
- Oláh István írása a szerzőről
- Válogatás Balázs Imre írásaiból a Nappali Menedékhely honlapján